# Selské povstání (1680)
Selské povstání z roku 1680, také označované jako selské rebelie, hnutí poddaných nebo nevolnické povstání, je souborný název pro řadu lidových povstání, která byla vedená roku 1680 (v menší míře ale i předešlých letech) za účelem stanovení míry robotního zatížení.

## Důvody

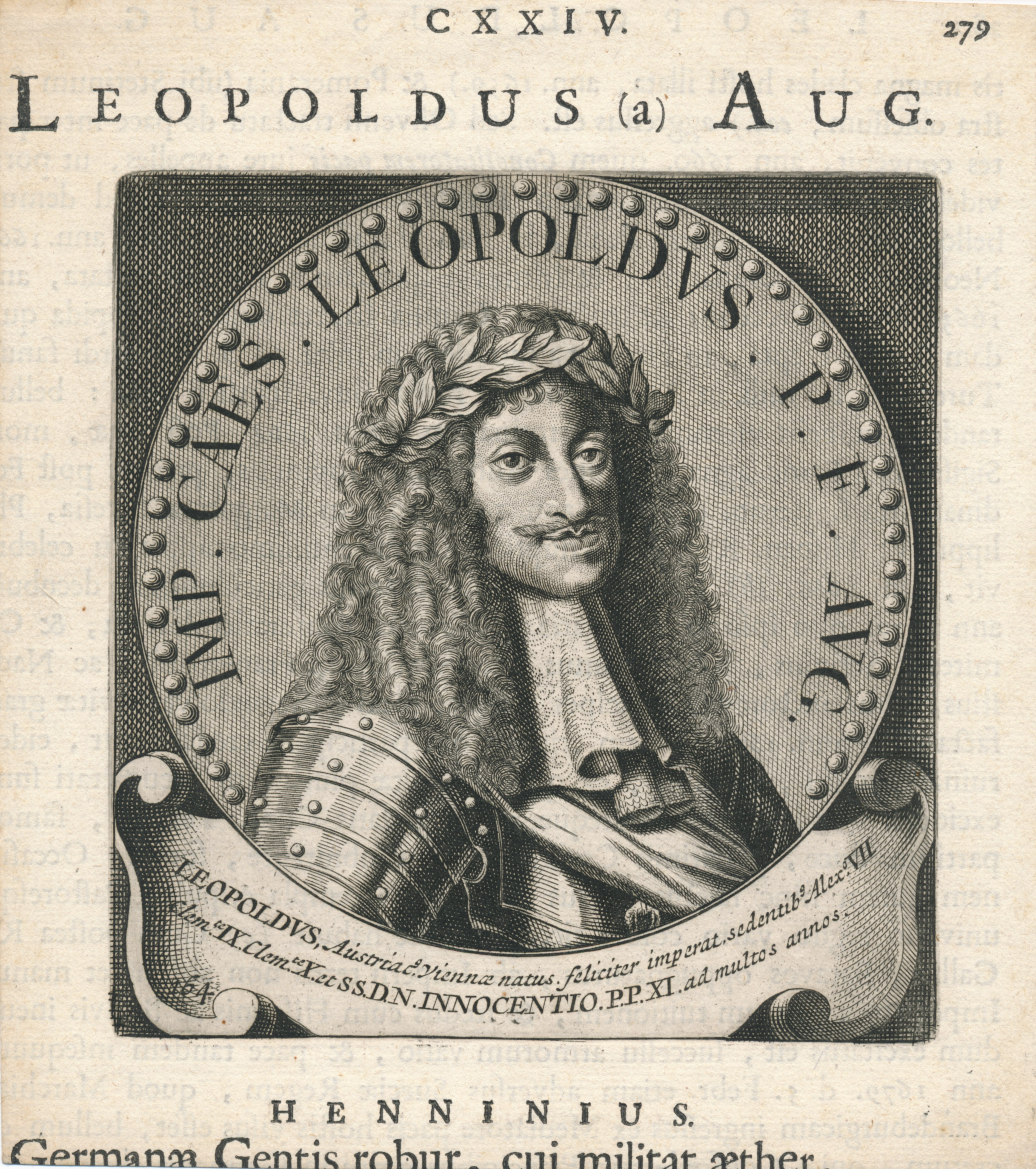
Císař Leopold na rytině z roku 1683

Samotné povstání bylo vyvrcholením situace, která nastala po třicetileté válce. Došlo k celkovému navýšení robotní povinnosti na 3 a více dnů v týdnu (před válkou bylo vyžadováno jen několik dnů ročně) a omezena osobní svoboda. Tento značný nárůst se dá vysvětlit tím, že v 17. století se, za účelem většího výdělku, rozšiřovaly velkostatky, ale v důsledku válečných událostí, hladu a epidemií se podstatně snížil počet poddaných, kteří nebyli nadále schopni unést vysoké nároky svých vrchností. Dalším faktorem bylo, že nově přistěhovalá cizí šlechta nebrala ohled na české sedláky a šlo jí především o finanční výdělek. Celé období (1620–1740) bývá označováno jako druhé nevolnictví. Toto označení ale není výstižné, na území Českých zemí totiž žádné první nevolnictví neexistovalo (pouze v západoevropských zemích).
Vrchnost zavedla odvod dávek z dědictví, řemesel, jarmarků, převozů a odvody naturálií. V polovině 17. století došlo k inventarizaci poddanské půdy pro vymezení výše daní a odvodů. To samozřejmě vedlo k reakci ze strany poddaných, jako bylo odmítání roboty, útěky, soudy a dožadování se starých (předválečných) práv.

## Průběh a důsledky
Roku 1680 sedláci připravili petici adresovanou císaři Leopoldovi, který přijel do Čech, aby unikl před morovou epidemií ve Vídni. Ten ale reagoval vydáním patentu rušícího veškeré selské výsady udělené před rokem 1618 a zákazem dalších petic. Po Leopoldově odjezdu ze země bylo několik stěžovatelů zatčeno. Císařova reakce vedla ke vzbouření 160 českých panství. Primárním ohniskem se staly severní a západní Čechy, ostatní centra byla spíš lokálního charakteru. Rebelie byly tvrdě potlačeny za použití vojenské síly, největší bojovou akcí byla porážka sedláků z bezdružického panství, údajně vedené Hansem Muckem, v bitvě na Ovčím vrchu nedaleko Bezdružic. Iniciovaly ale snahu uzákonit rozsah robot, který může vrchnost po poddaných vyžadovat (robotní patenty se dále vyvíjely až do poloviny 18. století).
Robotní patent stanovil robotní povinnosti na maximálně 3 dny v týdnu a zrušil nedělní a sváteční roboty. Výjimku císař povolil pro nenadálé a nebezpečné situace, které nestrpí odkladu (senoseče, žně, protržené rybníky a podobně). Tuto pomoc ale mělo panstvo poddaným kompenzovat odměnou. Přestože bylo nařízení 3 dnů překračováno, stanovilo hranici mezi zákonnou normou a bezprávím.